# ノルマ
ノルマ（ロシア語: Норма, ラテン文字転写Norma）とは、ソビエト連邦で社会主義企業において労働者に課せられる標準作業量。ソ連労働法では、労働ノルマのうち、時間ノルマ、および生産高ノルマを指した。
第二次大戦後、ソビエト連邦による、飢餓と過酷な自然環境であるシベリアでの抑留でロシア人管理官らに強制労働されていた抑留者たちの生き残りが、日本に帰国出来た際に伝えた。その後、日本では、個人や団体に対して国家や組織が強制的に割り当てた労働の目標量を指すビジネス用語となった。ブラック企業や悪徳企業ではノルマ重視の企業が多い。不正前提や達成困難なノルマ押し付け・自爆営業・顧客詐欺を含む不正横行した社内モラル崩壊が問題になっている。

## ソ連におけるノルマ
「標準」を意味するロシア語のНорма（ノールマ）はソビエトにおいては、(a)規準量、規定量、(b)標準労働［作業］量、(c)平均量，標準量、(d)比率，割合、また、正常な状態、標準、基準、規範、規定である。
ソビエト連邦共産党のニコライ・ブハーリンは、労働義務の導入を主張して、各人は専門や能力に応じて労働者として登録され、適切な職場に派遣され、労働者各人は義務を自覚した巨大な労働軍団を形成すると主張した。他方で、労働における粗漏や虚偽申告は「労働者階級自身に対する犯罪」とされ、ノルマに達しない「怠業者」は、「社会主義秩序の破壊者」「共産主義への道の妨害者」であるとされた。そして実際にソ連は強制労働収容所を設置し、体制の敵とみなされた人々を拘束し、強制労働に従事させた。
1918年4月3日、全ロシア労組中央評議会（全ソ労働組合中央評議会）が「労働規律規定」を採択し、ノルマは賃金と結び付けられ、労働規律を高めると考えられた。1921年11月14日、全ロシア労組中央評議会は、工場管理部に従属する賃率ノルマビューローを設置し、ノルマ設定権が与えられた。1922年、評価紛争委員会という企業労使協議機関に、ノルマの審査と承認の事前承認権が与えられたが、1933年には廃止された。ノルマ管理機関はこのような経緯を辿ったが、強制収容所や、戦争捕虜、特に日本人捕虜に対するいわゆるシベリア抑留でも、ノルマ制は存在した。
ロシアではノルマに関連した言葉として、「でたらめ」「意図的なノルマのごまかし」という意味の「トゥフター（туфта）」というロシア語の単語がある。ソビエト社会主義政権下ではノルマに対するトゥフターが日常的に行なわれていた。それが計画経済運営の見通しを誤らせ、ソビエトが崩壊する原因の一つにもなっている。

## シベリア抑留におけるノルマ
第2次大戦後、ソ連軍によって日本軍捕虜約64万人が、シベリアなどソ連領地内へ強制連行され、強制収容所（ラーゲリ）で鉄道建設、炭坑・鉱山労働、土木建築、農作業などの強制労働を強いられた。満州開拓団、満州の官吏、南満州鉄道株式会社や新聞社の職員、従軍看護婦などの民間人も抑留され、約3万人の朝鮮・中国人も含む。
なお、戦争捕虜としては、日本人以外にも、ドイツ人、ハンガリー人、ルーマニア人、オーストリア人、チェコスロバキア人、ポーランド人、イタリア人、フランス人、中国人、ユダヤ人、朝鮮人、オランダ人などの捕虜合計24ヵ国、合計417万2042人が1941年６月から1945年9月までの間にソ連に抑留された。
ソ連では、あらゆる種類の労働にノルマが設定されており、ノルマ一覧表は日本の電話帳数十冊分になった。職場には、ノルマを計算管理するノルミローフシチクが常駐し、監視にあたった。
ノルマは原則として個人単位だが、集団にも課せられた。集団労働の場合は、作業班長にノルマ責任が課せられた。班長は、ノルマ達成のため、自班の捕虜を酷使し、労働時間も8時間を超え、9時間にも10時間にも及ぶこともあった。
体力におとる日本人がノルマ達成できる職種は大工、左官、旋盤工などの技能労働に限られ、多くの肉体労働は、給養費を自弁できるだけの賃金を稼ぐことはできず、大部分は、賃金支払いを受けることはなかった。どれほど労働が過酷でも、日本人捕虜に労働を拒否する権利も自由も認められなかった。ソ連では、サボタージュ（怠業）は政治犯罪とされたので、20分以上の怠業は、容赦無く裁判にかけられた。
強制収容所の環境は過酷で、気温はマイナス30度を下回り、衛生環境や食料事情も悪く、身体中にノミやシラミが湧いたり、赤痢やコレラといった伝染病や、飢えによっておよそ6万2000人〜7万人が死亡した。1956年頃までにはほとんどが帰国したが、行方不明者も多い。
たとえば、煉瓦工場のある203収容所では、日曜休日もない、24時間3交代制のフル運転ノルマで、8時間の作業時間のノルマは1万個以上だったが、7600個が限界であった。
1946年～1947年頃にウランバートル収容所で発生した「暁に祈る」事件では、睡眠時間3時間の強制労働において、労働ノルマが果たせなければ、木に一晩中縛り付けられるなどの私刑を加えられ、死亡した者も多数いた。私刑を指示した日本人隊長は、「強制労働を完全に克服した者こそ難関再建の礎となって最後の勝利を得る」と語り、ノルマ達成をすすめた。
ソ連での抑留者たちが「ノルマ」というロシア語を日本に伝えた。

## 日本におけるノルマ
会社の売上を一定以上確保する、特定の日までに一定量を製造・生産する、競合他社との競争に勝つ、などといった目的を達成するために、経営者などが労働者にノルマを課す。労働者にノルマを達成させる意欲を高めさせるために、労働者に対しノルマ達成のインセンティブ（報奨金、昇進、昇給、海外旅行など高額商品の授与）を用意し、未達成の場合はペナルティ（粛清、暗殺、逮捕、解雇、減給、左遷、暴力・暴言など）を与える場合もある。

### 法律上のノルマ
労働契約を結ぶことによって課される労働者の義務は「労働に従事すること」（民法　第623条）と、労働力の提供だけに限定されており、「結果を出すこと」は義務ではない。結果を出す義務は組織の経営戦略を決定し労働者を取り仕切る取締役、管理監督者などにある。
ノルマ未達成でペナルティを課すことについて、賃金が減額される場合労働基準法第16条違反の違法行為であり。ペナルティが設定された契約条項は無効となり、6ヶ月以下の懲役または30万円以下の罰金が科せられる（労働基準法　第119条第1号）。『みせしめ』としての側面が強いなど合理性のある措置とは言えず、その程度がひどければ違法性を帯びて慰謝料の支払義務が発生する余地もありえる民法上の不法行為となる。違法な営業活動や自爆営業を暗に示すなど、場合によっては、「害を加える旨を告知して脅迫や暴行を用いて、人に義務のないことを行わせる」強要罪（刑法第223条）に該当する。
勤務中に立ち寄った場所で営業活動するに当たっても特定商取引に関する法律が適用される。業務上知り得た個人情報を利用目的以外の営業などに転用する行為は個人情報の保護に関する法律に違反する。
会社に指定された勤務時間外に営業活動を行う場合であっても、営業ノルマがきつい場合などで所定労働時間を超えて労働することが通常必要な場合は労働基準法に定められた勤務時間やみなし労働時間制#事業場外労働（労働基準法 38条）に該当する場合もある。

### 問題になった企業の過重ノルマ
東芝では「チャレンジ」と称した、過大なノルマによる経営戦略を据えたことが、粉飾決算の原因となった。カンパニーごとに定められたノルマは部、課、そして個人へと割り振られ、東芝社内の各所で「パワハラ会議」が横行し、利益の水増しが続けられていった。東芝の株主から株主代表訴訟を起こされる事態となった。
日本郵政グループ
日本郵政グループにおいても「苛烈なノルマ」が問題となった。旧郵政公社時代から続いているとされる記念切手やカタログ商品などの「自爆営業」、「年賀はがきの販売個人ノルマ達成の為に自分で使用する分以上を購入し余剰分を遠方の金券ショップで売却」という行為が横行し管理者もその行為を強要していた。年賀はがきの販売成績が低い班や職員が朝礼で並ばされ、改善策のスピーチを求められたり、『私は年賀はがきを持っています』と書かれたたすきを着用することを強要されたこともあった。年賀はがきの自爆営業や金券ショップ売却が問題になった2013年から日本郵便では管理者や上司による強要や金券ショップの転売を禁止し、2018年からはさらに社員の年賀状の個人販売目標を廃止するようにはなっている。しかし、2019年にも一部郵便局で物販ノルマが残り、「自爆営業」も後を絶たないと報じられた。
- 2019年にかんぽ生命保険とその個人チャネルである日本郵便の高齢者を狙った不正な契約の付け替え行為。またゆうちょ銀行や同様に日本郵便でもリスクの高い投資信託を貯金と錯覚させるような不正な営業行為を行なっていたことも判明。いずれも社員や部署でノルマ達成のために違法な契約や営業行為に走らざるを得なくなったという。
- さいたま新都心郵便局で年賀はがきを7000〜8000枚売る「達成困難なノルマ」が課されていたことが原因で男性職員が2010年に自殺した件で、埼玉労働局は2020年3月31日付で労働災害を認定した[33]。

農協
農業協同組合（農協）の共済事業（JA共済）でも、過大なノルマによる「自爆営業」が発生しているとされる。ある事業所では、「共済推進」という営業ノルマは職位に応じてポイント数で課され、達成期限やポイントにならない契約例など詳細に規定されており、各職員のノルマ達成状況は職場で回覧される。共済担当でない職員は本来業務があり、勤務中に営業先を探すことは難しいため、自分の意図に反して「自爆営業」に追い込まれる人もおり、なかには年100万円を超える金額を自腹で負担する職員もいたという。
大分県農業協同組合では2020年、第三者委員会の調査で、約7割の職員が給与の1割以上を共済の掛け金として払っていた。
農林水産省はJA共済事業への監督を強化し、不要な契約を強要したり、職員に十分な教育をせずに共済推進を強制したり、不必要な契約を職員の意向であるように偽装するといった事例などを「不祥事件」と定めた。

### 公的機関の「ノルマ」
「ノルマ」は営業のないイメージがある公的機関でも存在する。
日本の警察では、交通違反の取り締まりや職務質問などでの被疑者検挙の総数に『努力目標』がある。ただし、あくまで目標であるため、達成することが望ましいものの、達成できなかったとしても警察官に対する降格処分や減給処分などの懲戒処分が課せられるわけではない。また、努力目標を達成しても警察官は昇給することもなければ、昇任に有利となることもない。
アメリカ軍では「リクルーター」（募兵官）が、ノルマ達成のため貧困層、落ちこぼれの青少年ばかりを「狙い撃ち」にする採用姿勢が、以前から社会問題化した。イラク戦争中の2005年には、高等学校中退者に「卒業証明など偽造で十分、分かりゃしない」と吹き込んで、軍隊に志願させていたことが明らかになっている（のちに18歳以上で同等の学力があれば、学歴不問で志願が可能になった）。自衛隊でも広報官には目標数ノルマがあり、入隊志望者が少なかった時代には様々な手段で募集活動を行っていた。
また日本の自治体においてふるさと納税がノルマ化されている自治体あり、市長や幹部職員に「ノルマ」を設け幹部職員や末端の職員が「自爆営業」のような納税を強制しているところもあるという。

### 宗教・思想の「ノルマ」
宗教、思想（主に政党・政治団体）といった特殊な思考で形作られた組織ではその性質上常に量的拡大を志向し新人活動家獲得、自派宣伝などの活動に一種のノルマを課す例が多い。また、1990年代に猛威を振るった自己啓発セミナーにおいても、受講生に「モチベート実習」「エンロール実習」と称して勧誘をさせ、当然ノルマも存在する。
これらのノルマは組織引き締めに一定の効果を持つが逆に「信心、思想をやりたかったのにこう地味な活動ばかりではつまらない」と成員がより過激な別の宗教分派・党派に移ってしまう弊害（カルトサーフィン）も生じることがある。